# Klaus Schroth
Klaus Heinrich Schroth (* 1940 in Karlsruhe) ist ein deutscher Strafverteidiger.

## Biografie
Schroth studierte nach dem Abitur am Kant-Gymnasium Karlsruhe Rechtswissenschaften in Heidelberg und Freiburg. In Heidelberg wurde er Mitglied der Landsmannschaft Zaringia. Er spielte Basketball und Faustball in den höchsten Ligen und war als Lehrbeauftragter an den Sportinstituten in Freiburg und Karlsruhe tätig.
Nach der ersten juristischen Staatsprüfung 1968 absolvierte er das Referendariat in Karlsruhe, wo er nach der Zweiten juristischen Staatsprüfung als Rechtsanwalt zugelassen wurde. Er spezialisierte sich bald auf Strafverteidigungen und betreibt (von 1980 bis 2016 zusammen mit Peter Kiesinger, dem Sohn des früheren Bundeskanzlers Kurt Georg Kiesinger), eine Anwaltskanzlei in unmittelbarer Nachbarschaft der Justizvollzugsanstalt Karlsruhe.
Im Jahre 2012 erhielt er für sein umfangreiches ehrenamtliches Engagement das Bundesverdienstkreuz am Bande.

## Strafverteidigungen
Schroth verteidigte unter anderem den Top-Spion Rainer Rupp („Topas“) und den Stasi-Offizier Alfred Völkel, den Mitangeklagten von Karl Wienand.
Bis zum Anwaltswechsel am 29. November 2010 verteidigte Schroth vor dem Landgericht Mannheim zusammen mit Reinhard Birkenstock den wegen Vergewaltigung angeklagten TV-Wettermoderator Jörg Kachelmann im Kachelmann-Prozess. Er ist Verteidiger des BND-Spions Markus R.

## Werke
- Die Rechte des Opfers im Strafprozess, Heidelberg 2005, ISBN 3-8114-2317-7